# 東托瓦斯 (密歇根州)
東托瓦斯（英語：East Tawas）是一個位於美國密歇根州艾奧斯科縣的城市。

## 人口
根據2020年美國人口普查的數據，東托瓦斯的面積為8.47平方千米，當中陸地面積為7.18平方千米，而水域面積為1.29平方千米。當地共有人口2663人，而人口密度為每平方千米314人。